# Марко Пантани
Марко Пантани (итал. Marco Pantani; 13. јануар 1970 — 14. фебруар 2004) бивши је италијански професионални бициклиста, један од најбољих у историји друмског бициклизма. Врхунац каријере доживео је 1998. године освајањем Тур де Франса и Ђиро д’Италије. Тим победама постао је други Италијан који је тријумфовао на две најзначајније трке у истој години. Пре њега то је то је успео само Фаусто Копи.
Повезица коју је Пантани носио на глави је била разлог његовог надимка Гусар (итал. Il Pirato) по коме је био познат у свету. Године 1999. пао је на антидопинг тесту крви и удаљен је са Ђира. Због тога је био под великим притиском свог клуба и медија. Године 2004. извршио је самоубиство великом дозом кокаина.

## Каријера

### Почетак каријере
Пантани се са 11 година придружио тиму Фауста Копија, а 1990. године, освојио је треће место на Бејби Ђиро трци, аматерској верзији трке Ђиро д’Италија. 1991. освојио је друго место, а 1992. године, освојио је Бејби Ђиро. Исте године прешао је у професионалце.

### 1992—1996
1992. године, потписао је уговор са Италијанским Карера тимом, уз минималну плату. Пантани је тражио промену уговора ако освоји Ђиро или Тур де Франс. На својој првој професионалној трци, великој награди Камајореа (итал. Gran Premio Città di Camaiore), завршио је на 12 месту.
1993. године, завршио је пети у брдској класификацији на Ђиро дел Трентино трци и дебитовао је на Ђиро д’Италији, као помоћник за Клаудија Кјапучија, али није успио да заврши трку, напустио је током етапе 18.
1994. године, пре свог другог учешћа на Ђиро д’Италији, освојио је четврто место на Ђиро дел Трентино трци и на Ђиру Тоскане. На Ђиро д’Италији, Пантани је опет дошао као помоћник за Клаудија Кјапучија и победио је на две брдске етапе, уписујући своје прве победе као професионалац. Добре вожње донеле су му друго место на крају, испред Мигела Индураина, који је освојио Ђиро претходне две године. Пантани је 1994. дебитовао на Тур де Франсу, где је освојио треће место и класификацију за најбољег младог возача.
1995. године, ударило га је ауто током тренинга, али без озбиљних последица. Пантани се спремао за Ђиро, али је одлучио да га не вози, фокусирајући се на Тур де Франс. Пре Тура, освојио је етапу на трци око Швајцарске. На Тур де Франсу завршио је тек на 13 месту, али је освојио две етапе и класификацију за најбољег младог возача другу годину заредом. На светском првенству, Пантани је освојио треће место, иза Шпанаца Абрахама Олана и Мигела Индураина. Након повратка у Италију, ударило га је ауто током трке Милан—Торино, због чега је пропустио велики дио сезоне 1996. године.

### 1997
На крају 1996. године, тим Карера се угасио, а Пантани и још десет возача прешли су у нови италијански тим, Меркатоне, где је Пантани био лидер. Почетком сезоне, освојио је треће место на Туру Баскијске земље, четврто на Критеријуму Интернационал, пето на Валонској Стрели и осмо на Лијеж—Бастоњ—Лијежу.
Вратио се на Ђиро након двогодишње паузе, али је доживио повреду кад је црна мачка изазвала инцидент испред њега на једној од првих етапа. Пантани је завршио етапу, а затим је одвезен у болницу и није могао да настави Ђиро.
Успео је да се опорави на време за Тур де Франс, где је освојио две етапе, поставивши рекордно време на Алп ду Езу. Пантани је Тур завршио на трећем месту, иза Јана Улриха и Ришара Виренка.

### 1998
1998. године, Пантани је био један од највећих фаворита за освајање Ђира, уз Швајцарца Алекса Цулеа и победнике претходна два Ђира, Павела Тонкова и Ивана Готија. Цуле је победио пролог на отварању, а касније и шесту етапу. Након успона на етапи 15, Пантани је заостајао четири минута иза Цулеа, а тек је требало да се вози хронометар на задњој етапи, што није одговарало Пантанију. На етапи 17, Пантани је напао Цулеа и узео му преко четири минута и лидерску мајицу, Цуле је пао на четврто место. У наредним етапама, Пантани је узимао време и Тонкову и хронометар је чекао са минут и по предности. На првом хронометру, Тонков је узео минут Пантанију и био је самоуверен, али Пантани је одвезао чак боље од Тонкова, завршио је трећи, узевши му још 5 секунди. Пантани је освојио Ђиро, као и брдску класификацију, а у класификацији по поенима је завршио други.
Пантани је и на Тур де Франс дошао као један од фаворита, али је већ на прологу На првој етапи изгубио доста времена, завршио је 181 од 189 возача, четири минута иза Јана Улриха. На наредним етапама смањивао је заостатак, све до Алпа, где је завршио девет минута испред Улриха и ту предност није испуштао. Пантани је постао први Италијан који је освојио Тур након Феличеа Ђимондија који је освојио 1965. године. До данас, Пантани је задњи возач који је освојио Ђиро и Тур у истој години.

### 1999
1999. године, Пантани је освојио трку Вуелта Мурсија, уз једну етапу. Био је лидер на Ђиру, а на предзадњој етапи је био позитиван на допинг тесту, дисквалификован је са Ђира и добио је двонедељну забрану вожње. Пре дисквалификације, Пантани је био лидер са преко пет минута предности, победио је на четири етапе и био је лидер у брдској и класификацији по поенима.

### 2000—2003
2000. године, Пантани се вратио на Ђиро, али није био конкурентан, завршио је тек на 28 месту. Након Ђира, возио је и Тур де Франс, где је водио борбу са Ленсом Армстронгом. На етапи 12, Армстронг му је препустио победу, а Пантани је изјавио да је увређен тим гестом. Лоши односи између двојице возача почели су када је Армстронг Пантанија назвао слончићем. Пантани је победио и на етапи 15 и то је била његова задња победа у професионалној каријери. На наредној етапи, напустио је Тур због стомачног вируса и више се никад није вратио да вози на Туру.
2001. и 2002. није остваривао добре резултате. Возио је Ђиро, али је дисквалификован јер му је у соби пронађен инсулин и суспендован је на осам месеци. Касније му је суспензија смањена због недостатка доказа. 2002. опет није успио да заврши Ђиро.
Вратио се на Ђиро 2003. године и завршио на 14 месту. То је била његова задња трка у каријери. Завршио је каријеру у јуну, а затим је отишао на клинику за нервне болести.

## Алп д'Уез
Марко Пантани је 1997. поставио рекорд на брдском прелазу Алп д'Уез, забележивши време од 37 минута и 35 секунди у етапи Тур де Франса (према неким изворима, право време је 37 минута и 34 секунде). Победник Тур де Франса 2008. Карлос Састре на том прелазу је поставио време од 39 минута и 31 секунду.

## Допинг
Након што је дисквалификован са Ђира д'Италије 1999. године, због повишеног нивоа хематокрита (имао 52%, дозвољено 50), Пантани се суочавао са константним наводима да се допингује током остатка каријере. У јуну 1999. суд је осудио град Торино да надокнади Пантанију за инцидент на трци Милан - Торино 1995. године, на којој је Пантани завршио са неколико повреда и требало му је дуго да се опорави и врати вожњи. Неколико дана касније, италијански тужилац је оптужио Пантанија за спортску увреду, јер му је ниво хематокрита након те трке био 60 процената. 1997. Светска бициклистичка унија (УЦИ) увела је лимит за хематокрит од 50% и возачи који су имали мало преко, добијали су суспензију од две недеље.
1999. италијански лист "Република" објавио је текст у коме повезују Пантанија са Франческом Конконијем, који је давао ЕПО италијанским бициклистима у периоду од 1993. до 1998. Током 1994. у марту, ниво хематокрита му је био 40,7%, а у мају, током етапе на Ђиру, ниво хематокрита му је био 54%, а у јуну је достигао до 58%. У октобру 1995. ниво хематокрита на трци Милан - Торино био му је 60%.
Током Ђира 2001. године, у соби му је пронађен инсулин. Пантани је тврдио да му је инсулин подметнут и да није провео ту ноћ у соби.
2002. суспендован је на осам месеци, али му је усвојена жалба и смањена суспензија због недостатка доказа.
2013. године, француски сенат је потврдио да је Пантани био позитиван на ЕПО током тестирања 1998. године, а која су поновљена 2004. године.

## Смрт
14. фебруара 2004. године, Пантани је нађен мртав у хотелу у Риминију. Узрок је био кокаин. Пантани је свој задњи дан провео далеко од породице и пријатеља, закључан у хотелској соби. Његова бивша девојка изјавила је да је Пантани почео да узима кокаин 1999. када је дисквалификован са Ђира.
Након смрти, Пантани је постао предмет неколико књига, песама и филма.